# احمد العوضی
احمد العوضی (انگلیسی: Ahmed El-Awady؛ زادهٔ ۳ ژانویهٔ ۱۹۷۰) بازیکن هندبال اهل مصر بود.